# Macrocondyla philippii
Macrocondyla philippii är en tvåvingeart som beskrevs av Paramonov 1931. Macrocondyla philippii ingår i släktet Macrocondyla och familjen svävflugor. Inga underarter finns listade i Catalogue of Life.